# Хајнс (Орегон)
Хајнс (енгл. Haines) град је у америчкој савезној држави Орегон.

## Демографија
По попису из 2010. године број становника је 416, што је 10 (-2,3%) становника мање него 2000. године.
| Група             | 2000.       | 2010.       |
| Белци             | 403 (94,6%) | 391 (94,0%) |
| Афроамериканци    | 0 (0,0%)    | 0 (0,0%)    |
| Азијати           | 2 (0,5%)    | 0 (0,0%)    |
| Хиспаноамериканци | 7 (1,6%)    | 6 (1,4%)    |
| Укупно            | 426         | 416         |